# الیور هربر
الیور هربر (انگلیسی: Oliver Herber؛ زادهٔ ۹ سپتامبر ۱۹۸۱) بازیکن فوتبال اهل آلمان است.
از باشگاه‌هایی که در آن بازی کرده‌است می‌توان به باشگاه فوتبال دینامو درسدن اشاره کرد.